# BRI3BP
BRI3BP (англ. BRI3 binding protein) – білок, який кодується однойменним геном, розташованим у людей на 12-й хромосомі. Довжина поліпептидного ланцюга білка становить 251 амінокислот, а молекулярна маса — 27 836.
| 10         |  | 20         |  | 30         |  | 40         |  | 50         |
| ---------- |  | ---------- |  | ---------- |  | ---------- |  | ---------- |
| MGARASGGPL |  | ARAGLLLLLL |  | LLLLLGLLAP |  | GAQGARGRGG |  | AEKNSYRRTV |
| NTFSQSVSSL |  | FGEDNVRAAQ |  | KFLARLTERF |  | VLGVDMFVET |  | LWKVWTELLD |
| VLGLDVSNLS |  | QYFSPASVSS |  | SPARALLLVG |  | VVLLAYWFLS |  | LTLGFTFSVL |
| HVVFGRFFWI |  | VRVVLFSMSC |  | VYILHKYEGE |  | PENAVLPLCF |  | VVAVYFMTGP |
| MGFYWRSSPS |  | GPSNPSNPSV |  | EEKLEHLEKQ |  | VRLLNIRLNR |  | VLESLDRSKD |
| K          |  |            |  |            |  |            |  |            |

A: Аланін

C: Цистеїн

D: Аспарагінова кислота

E: Глутамінова кислота

F: Фенілаланін

G: Гліцин

H: Гістидин

I: Ізолейцин

K: Лізин

L: Лейцин

M: Метіонін

N: Аспарагін

P: Пролін

Q: Глутамін

R: Аргінін

S: Серин

T: Треонін

V: Валін

W: Триптофан

Кодований геном білок за функцією належить до фосфопротеїнів. 
Задіяний у такому біологічному процесі, як ацетилювання. 
Локалізований у мембрані, мітохондрії, зовнішній мембрані мітохондрій.